# Halepalya, Tiptur
Halepalya là một làng thuộc tehsil Tiptur, huyện Tumkur, bang Karnataka, Ấn Độ.